# Elezioni europee del 2024 in Irlanda
Le elezioni europee del 2024 in Irlanda si sono tenute venerdì 7 giugno per eleggere i 14 membri del Parlamento europeo spettanti all'Irlanda.

## Sistema elettorale
Per le elezioni europee, la legge elettorale irlandese prevede l’applicazione, in tre collegi plurinominali, di un sistema elettorale basato sul voto singolo trasferibile. Risultano dunque eletti tutti quei candidati che, in seguito alla redistribuzione delle preferenze, non risultino eliminati.
Tutte le persone che hanno la cittadinanza irlandese ed una residenza principale a Irlanda, i cittadini irlandesi senza residenza a Irlanda (c.d. “irlandesi all'estero”) e altri cittadini dell'Unione (se la loro residenza principale è in Irlanda) hanno diritto di voto alle elezioni europee nel paese.
L’esercizio attivo del diritto è ammesso dai 18 anni in su, compresi coloro che compiono tale età entro il giorno prima il giorno delle elezioni, al più tardi, e solamente se si è registrati nel registro degli elettori di un comune irlandese alla data di scadenza.
L’esercizio del diritto di candidarsi è ammesso per tutte le persone che hanno diritto di voto e hanno raggiunto l'età di 21 anni il giorno delle elezioni.
È ammesso il voto per posta, ma solo in specifiche circostanze, mentre non è ammesso il voto per procura o il voto elettronico. Non è disposto alcun obbligo di voto.

## Risultati
| Liste           | Liste                                   | Partito europeo | Gruppo          | Voti      | %     | Seggi |
| --------------- | --------------------------------------- | --------------- | --------------- | --------- | ----- | ----- |
|                 | Fine Gael (FG)                          | PPE             | PPE             | 362.766   | 20,79 | 4     |
|                 | Fianna Fáil (FF)                        | ALDE            | RE              | 356.794   | 20,44 | 4     |
|                 | Sinn Féin (SF)                          | –               | GUE/NGL         | 194.403   | 11,14 | 2     |
|                 | Irlanda Indipendente (II)               | –               | RE              | 108.685   | 6,23  | 1     |
|                 | Partito Verde (GP)                      | PVE             | –               | 93.575    | 5,36  | –     |
|                 | Independents 4 Change (I4C)             | –               | –               | 79.658    | 4,58  | –     |
|                 | Aontú (A)                               | –               | –               | 65.559    | 3,76  | –     |
|                 | Partito Laburista (LP)                  | PSE             | S&D             | 58.975    | 3,38  | 1     |
|                 | Socialdemocratici (SD)                  | –               | –               | 51.571    | 2,95  | –     |
|                 | Prima l’Irlanda (IF)                    | –               | –               | 32.667    | 1,87  | –     |
|                 | People Before Profit/Solidarity (PBP/S) | EACL            | –               | 31.802    | 1,82  | –     |
|                 | Altri (<30.000 voti)                    | –               | –               | 64.914    | 3,72  | –     |
|                 | Indipendenti (IND)                      | –               | –               | 243.861   | 13,97 | 2     |
| Totale          | Totale                                  | Totale          | Totale          | 1.745.230 | 100   | 14    |
| Voti non validi | Voti non validi                         | Voti non validi | Voti non validi | 54.996    | 3,06  |       |
| Votanti         | Votanti                                 | Votanti         | Votanti         | 1.800.226 | 50,65 |       |
| Elettori        | Elettori                                | Elettori        | Elettori        | 3.554.450 |       |       |